# Иван Ђорђевић
Иван Ђорђевић (Зрењанин, 2. август 1983) српски је позоришни, филмски и телевизијски глумац.

## Биографија
Рођен је у Зрењанину као син глумца Драгана Ђорђевића. Дипломирао је глуму на Факултету драмских уметности. Стални члан је позоришта "Тоша Јовановић" у Зрењанину, где је одиграо велики број улога.
Активан је на филму и телевизији. Познат је по улози Пишоње у филму Балада о пишоњи и жуги, као и по улогама новинара Весе у серији Убице мог оца и Милана Степанова у серији Вере и завере. Добитник је награде Зоранов брк за улогу Дон Жуана 2014. године.
Сарађивао је са Ралфом Фајнсом, Џерардом Батлером и Самантом Мортон.

### Породица
Иван је син глумца Драгана Ђорђевића и сестрић Милке Цанић.

## Филмографија
| Год.        | Назив                                | Улога                           |
| ----------- | ------------------------------------ | ------------------------------- |
| 2003.       | Повратник                            | Марко                           |
| 2009.       | Живот и смрт порно банде             | Цеца                            |
| 2010.       | Куку, Васа                           | Данијел из Новоапостолске цркве |
| 2010.       | Грех њене мајке                      | Младић                          |
| 2011.       | Кориолан                             | Млади римски војник             |
| 2011.       | Мирис кише на Балкану (ТВ серија)    | Пол Валић                       |
| 2011.       | Кутија                               | Цврле                           |
| 2012.       | Последња мрва сна                    | Ларс                            |
| 2012.       |                                      | Украјински давитељ              |
| 2012.       | Зверињак                             | Видан                           |
| 2014.       | Непослушни                           | Јова Фитиљ                      |
| 2014—2024.  | Ургентни центар                      | Болничар Бошко                  |
| 2015.       | Жене са Дедиња                       | Филип                           |
| 2015.       | Без степеника                        | Киза                            |
| 2015.       | Чизмаши                              | Наредник Даничић                |
| 2016.       | Уочи Божића                          | Кондуктер                       |
| 2016.       | Главом кроз зид                      | Лопов                           |
| 2016.       | Бере и завере                        | Милан Степанов                  |
| 2016.       | ЗГ 80                                | Гробар Мишо                     |
| 2016.       | Santa Maria della Salute             | Гедеон Дунђерски                |
| 2016.       | Santa Maria della Salute (ТВ серија) | Гедеон Дунђерски                |
| 2017.       | Прва тарифа                          | Наркоман                        |
| 2016—y току | Убице мог оца                        | Новинар Веса Бајовић            |
| 2018.       | Пет                                  | Сеси                            |
| 2018.       | Заспанка за војнике                  | Крсто Возар                     |
| 2018.       | Корени (ТВ серија)                   | Лука                            |
| 2018—2019.  | Шифра Деспот                         | тужилац Трифунац                |
| 2018.       | Јутро ће променити све               | Војин                           |
| 2018—2019.  | Истине и лажи                        | Жика                            |
| 2019.       | Слатке муке                          | Миланче                         |
| 2019.       | Пролеће у јануару                    | Марко                           |
| 2020.       | Отац (филм из 2020)                  | челник у министарству           |
| 2020.       | Тајкун (ТВ серија)                   | Зоро Витез за правду            |
| 2021.       | Златни дани                          | лопов                           |
| 2021.       | Лихвар (филм)                        | дужник                          |
| 2021.       | Ургентни центар                      | Лука Ковач                      |
| 2021.       | Љубавни залогаји                     |                                 |
| 2021.       | Црна свадба                          | Кринуловић                      |
| 2021.       | Небојша Челик шоу                    | Небојша Челик                   |
| 2021.       | У загрљају Црне руке                 | жандарм Јовица                  |
| 2021.       | Пролећна песма                       | Вук                             |
| 2019—2022.  | Државни службеник                    | Веселин                         |
| 2022.       | Порно прича                          | Крап                            |
| 2022.       | Клан                                 | Златко                          |
| 2023.       | Јужни ветар: На граници              | Поповић                         |
| 2023.       | Немирни (ТВ серија)                  |                                 |
| 2022—2023.  | Авионџије                            | Станко Тркуља                   |
| 2023.       | Радничка класа иде у пакао           | Џони                            |
| 2023.       | Што се боре мисли моје               | Јаков Колар                     |
| 2023.       | Покидан                              |                                 |
| 2024.       | Балада о Пишоњи и Жуги               | Пишоња                          |
| 2024.       | Воља синовљева                       |                                 |